# Лидски замък
Лидският (Гедимински) замък (на беларуски: Лідскі замак) е паметник на отбранителното изкуство от 14-15 век и е една от най-запазените постройки от този вид в Беларус. Построен е в югоизточните покрайнини на град Лида и е разположен на брега на река Лидея. Намира се на границата между Великото литовско княжество и славянските земи на юг от него. Издигнат е по време на формирането на княжеството и става първият каменен замък на територията на тази държава. Носи името на великия литовски княз Гедиминас (Гедимин).

## Предистория
През 14 век всички беларуски земи влизат в състава на Великото литовско княжество. Процесът на разрастване на княжеството, съпроводен с увеличаване на военната му сила, значително засилва и ускорява външната агресия, главно нападенията на кръстоносците. В края на 13 и началото на 14 век особено зачестяват набезите на Тевтонския орден на кръстоносците. Съществуващите дотогава дървени укрепления, дори тези с каменни кули, не могат да защитят селищата пълноценно.
В опит да се защити от завоевателите, населението на Великото литовско княжество започва да строи укрепления по границите му и постепенно възниква цяла система от силни отбранителни съоръжения. През 1323 княз Гедиминас нарежда да се построи каменна крепост в град Лида, тогава на литовска територия, с цел да бъде попречено на кръстоносците да навлязат дълбоко в страната. Това е отбранителен аванпост на Принеманските земи, който се включва в линията от крепостни укрепления Навагрудак-Крева-Медининкай-Тракай.

## Архитектура
В различни летописи се среща твърдението, че изграждането на замъка става за около 5 до 7 години. Като взимат предвид характеристиката на терена, строителите успяват да издигнат силна отбранителна крепост, по модел на рицарските замъци. Те приспособяват този тип отбранително съоръжение към местните условия, като значително увеличават площта на двора, където по време на опасност може да се укрие не само войската, но и мирното население от града и близките села. Замъкът е предназначен главно за постоянно местоживеене на феодала и за отбрана. Постепенно в него се изгражда православна църква, както и жилищни и търговски сгради.
Строителството започва през 1325 година. За място на замъка е избрана неголяма пясъчна дюна на заблатен терен там, където река Каменка се влива в Лидея. Тя е трансформирана в изкуствена правоъгълна площ, като на места е запълнена с чакъл и камъни до височина от 5 – 6 метра. На северната страна, на разстояние 7 метра от стената, е издълбан ров с ширина 20 m, който съединява двете реки и отделя замъка от града. По-късно, вероятно през 16-17 век, в системата на укрепления на източната страна е включено изкуствено езеро.
Археологическите разкопки и писмените източници свидетелстват, че на най-долния етаж се намира затворът, на по-горния – съдътът и архив, а още по-нагоре – жилищни помещения. Стълбищата за тях са разположени в дебелината на стената. Беларуският учен Михаил Ткачев изчислява, че за строителството само на стените са изразходвани около 23 000 m3 камък, 1,5 милиона тухли, голямо количество варовик и пясък.
В структурата на замъка се наблюдават елементи както от романския стил, така и от ранната готика. Според средновековните традиции той е построен във форма на правоъгълник и вместо дърво, са използвани частично дялан камък и тухли. Основите са дълбоки около 1 метър и са запълнени с големи и средни по размер камъни, уплътнени с пясък или глина.
Замъкът се охранява от малък постоянен гарнизон, поради което зад крепостните стени често намират закрила не само жителите на града, но и населението от съседните села.

### Стени
Тъй като замъкът има формата на неправилен четириъгълник, дължината на всяка от страните му е различна. Най-дълга е северната стена, достигаща 93,5 метра, а най-къса – южната, само 80 метра. Западната и източната имат дължини съответно 84 и 83,5 метра. Дебелината на стените е 2 m в основата и плавно стига до 1,5 m на върха, а височината им е около 15 m.
Изградени са от големи, частично дялани камъни, което ги прави особено здрави и непревзимаеми. Процепите между тях са запълнени с малки камъчета и хоросан. В качеството си на арматура в дебелината на стените са вложени дървени трупи или дъски. Тухли са използвани само при основните конструктивни елементи и архитектурните детайли. Вложени са в ъглите на стените и кулите, декоративния пояс по източната и северната стена, фасадата, при арки и външната част на бойниците. Тухлените пояси по външната страна на стените са изработени с балтийска (вендска) зидария – редуват се две тухли, поставени по дългата си стена, и една – напречно, по късата.
В горната си част стените завършват с тухлен зид с дебелина 70 cm, по който са изградени бойници, предназначени за стрелба с лъкове и арбалети, а по-късно – и с леки огнестрелни оръжия. Имат трапецовидна форма и са обърнати с широката си основа към двора. Различават се три вида отвори, които при еднаква височина имат различна ширина и се редуват по стената. От вътрешната страна, по периметъра и непосредствено под бойниците, е издигната дървена платформа, носена от конзолни греди с размери 20х20 cm. Достъпът до нея става по две дървени стълби с перила, поставени в северозападния и югоизточния ъгъл на замъка. Галерията е покрита с едноскатен дървен покрив с наклон към двора. На южната и северната страна, към платформата, са изградени две тухлени тоалетни (данскери), легнали върху декорирани каменни конзоли.

### Кули
На стените са издигнати две ъглови кули. В план тази в югозападния ъгъл има формата на квадрат с размери 9 х 9 метра и дебелина на стените 3 m. Втората кула е разположена диагонално на първата – в североизточния ъгъл, и е пригодена за пушечен обстрел. Тя е построена по-късно – между края на 14 век и началото на 15 век, когато литовският княз Витаутас превръща замъка в една от най-мощните крепости на княжеството. В план представлява разностранен правоъгълник с дължина на стените около 12 метра. Основите ѝ слизат на 70 – 80 cm под нивото на фундамента на стените. Дебелината на зидовете към двора е 3 метра, а допълнението, прилепено към двуметровите зидове на стените е 83 cm. В миналото откъм двора в кулата се е влизало през врата, завършваща с арка и изработена от профилирани тухли. До нея се е стигало по дървени стъпала на тухлена основа, вградени в дебелината на стената.

### Входове
Към замъка са оставени три входа – два на източната и един на южната страна. Южният се намира на 22 метра от кулата и представлява малък отвор, завършващ с полукръгла арка, поставен на височина 4 метра над първоначалното ниво на двора. Вероятно е приеман като резервен, в случай на разузнаване или бягство. До него е възможно да се достигне само с помощта на дълга стълба. Височината на отвора е 2,45 m и е защитаван откъм двора чрез подковообразна в план постройка, от която са останали незначителни следи от фундамента.
Източните входове са два – малък, на нивото на терена и голям, който най-вероятно е направен по-късно. Големият е разположен близо до североизточната кула на височина 2,5 метра от терена. Да се влезе през него в замъка е възможно само при наличието на подвижен мост. За съществуването на такъв мост говори голямата островърха товарно-разтоварна ниша, в която е прорязан отвор с по-малки размери.

### Помощни постройки
По време на разкопките са разкрити основите на три казармени помещения с ширина 4 метра, прилепени към северната, западната и източната стена. Те са разделени с прегради на по-малки помещения, които се отопляват с кахлени печки, изработени от глина и иззидани върху основа от камък и трошени тухли.
Близо до западната стена е имало самостоятелна сграда, която не е запазена. В нея най-вероятно е живял комендантът на крепостта със семейството си. Постройката е правоъгълна, с размери 6 х 4 метра, каменни основи и също е била отоплявана с кахлени печки.
Около югоизточната кула са се намирали ковачницата и войнишката кухня. В източната част на двора има два кладенеца – един по-малък, недалеч от североизточната кула и един по-голям, за водопой на домашни животни, до който води павиран път. Средата на двора е настлана с калдъръм.

## История
Крепостта спасява местното население от вражески нападения в продължение на няколко века – чак до края на 18 век. През своята история замъкът издържа на множество битки и обсади.
След смъртта на Гедиминас град Лида става столица на литовския княз Алгирдас (Олгерд), а след това и на сина му Владислав II Ягело, велик княз на Литва и крал на Полша. След смъртта на Владислав между князете започва междуособна война за великокняжеския престол. През това време на безвластие замъкът е обсаждан от английски, френски и немски рицари. През 1384 година, след продължителна обсада и щурм, кръстоносците успяват да го превземат.
През декември 1392 година рицари, начело с Ян Румпенхайм и Конрад Лихтенщайнски, достигат до замъка по скованите от лед води. Към тях се присъединяват английските войски на младия граф Нортъмбърланд. Замъкът е обсаден по време, когато княз Дмитрий Корибут, който ръководи отбраната, разполага с много малко войници. Затова решава да не чака нападението и през нощта, през таен проход, извежда гарнизона и изоставя крепостта. Рицарите отнасят от замъка голямо количество оръжия и амуниции.
През зимата на 1394 година кръстоносците отново нападат Лида. В похода пак участват френски и английски рицари. Гражданите сами запалват домовете си и се скриват зад стените на замъка, като успешно успяват да отразят всеки вражески щурм.
Между 1396 и 1399 в замъка живее в изгнание след преврат, хан Тохтамиш от Златната орда. Княз Витаутас (Витовт) се надява с негова помощ да си върне престола, а след това заедно да потеглят към Москва.
На 5 август 1406 година под стените на Лида се появяват войските на смоленския княз Юрий, който идва да спаси семейството си, пленено преди година от великия литовски княз Витаутас при превземането на Смоленск. Те опожаряват града, но след няколко безуспешни щурма и обсада, смоленските отряди се оттеглят.
Замъкът става дом на средновековните князе и техните приближени и политически съюзници. Легендарно събитие в историята му е сватбата на 71-годишния Владислав II Ягело и 17-годишната София Холшанска през 1422 година, която става четвъртата му съпруга. Тази сватба се превръща в тема на най-популярната пиеса, която се играе в замъка в наше време.
През 1433 година замъкът внезапно е обсаден от войските на княз Свидригайло, претендент за великокняжеския престол. Отново градът е опожарен до основи, но защитниците на крепостта успяват да отбият всички атаки и замъкът е запазен.
От 1434 до 1443 година замъкът приютява друг изгнаник – хан Девлет Хаджи Герай, който по-късно става хан на перекопските татари в Крим.
След дълго военно затишие, през 1506 година, под стените отново се появяват войски, като този път това са кримските татари. Преди да решат да щурмуват замъка са разбити от народно опълчение, наброяващо 10 000 души, на около километър извън града.
В средата на 17 век мирният живот в замъка отново е прекъснат от поредната война. През лятото на 1659 година той е обсаден от 30-хилядната войска на войводата Никита Ховански. След продължителна обсада и тежък обстрел замъкът е превзет, всички дървени съоръжения са изгорени, а кладенците – засипани. След края на Руско-Полската война на територията на замъка вече не остава никакво постоянно население.
Замъкът е почти напълно унищожен през 1702 година, по време на Великата северна война, когато и двете кули са взривени от шведите. За последен път е използван по предназначението си през 1794 година, когато в руините му се води битка между въстаниците на Тадеуш Косцюшко и царските войски.
През 18 век замъкът започва да губи своето стратегическо значение и продължава постепенно да се руши. През 1891 година в Лида избухва пожар, който унищожава целия градски център. Местните власти започват да разрушават замъка и да го разпродават на части, като използват получените средства за възстановяване на града. От откосите на насипа се събира пясък, почти изцяло са унищожени останките от югозападната кула, а част от камъните на западната стена са разграбени и използвани за възстановяване на сградите, пострадали от огъня.
През юни 1941 година над Лида започват да падат бомби, но замъкът не е улучен. След превземането на града нашествениците държат в него военнопленници, а по-късно го превръщат в склад за боеприпаси. След оттеглянето на окупаторите, в двора често се чува избухване на снаряди, но стените не са засегнати. Непосредствено след войната целият двор е на дупки и по него са разхвърляни снаряди и мини. Част от тях са заровени, и са открити много по-късно от археолозите. Нерядко разкопките са спирани и на помощ са викани сапьори. Само през 1978 година тук са открити 150 снаряда, 8 минометни мини, множество патрони и взриватели. Още повече са открити през 1986 година, когато само в една от дълбоките ями са намерени над 500 снаряда.

## Легенди
Легендата разказва, че преди много столетия в града пристигнали 9 францискански монаси за да проповядват християнството. Гражданите не искали да приемат новата религия, убили мисионерите и изхвърлили телата в рова около замъка. На тяхно място по-късно израстват 9 бора. По това време хората в Лида вече са станали католици, но никой не се интересувал от дърветата. Обаче веднъж един човек отрязал клон от един от боровете и от него потекла кръв. Оттогава никой не се осмелява да докосне тези дървета.

## Съвременност
Първи стъпки за реставрацията на замъка се предприемат през 1921 година когато, според Рижкия договор, Западна Беларус преминава в границите на Полша. Реставрацията на замъка е започната от полски специалисти, които изграждат отново връзката между западната и южната стена, частично възстановяват повредения югоизточен ъгъл и оставят странични входове. На мястото на разрушения северозападен ъгъл е оставена дървена порта, през която се влиза в двора на замъка. През лятото в него често изнасят представления пътуващи циркови актьори и дресьори. През зимата във вътрешния двор се издига елха и се организира изкуствено заледена пързалка за кънки.
Известният беларуски художник Язеп Дроздович прекарва тук лятото на 1929 година и издава албум с рисунки, посветени на замъка. През 1953 година замъкът е обявен за паметник на архитектурата и взет под грижата на държавата, а реставрационните работи привършват през 1982.
Днес се провеждат реставрационни работи по стените и кулите, а самият замък е открит за посетители през цялата година. През лятото се организират театрални представления и рицарски турнири. От 2005 година се провежда и Международният фестивал на средновековната култура „Гедимински замък“.